# 환권처분
환권처분(換權處分)이라 공용환권의 본체를 이루는 것으로서 재개발사업의 완료로 시행자가 환권계획에 따라 분양처분 및 정산을 하는 형성적 행정행위이다.

## 판례
- 행정청이 도시 및 주거환경정비법 등 관련 법령에 의하여 행하는 조합설립 인가처분이 있은 후에 조합설립결의의 하자를 이유로 그 결의 부분만을 따로 떼어내어 무효 등 확인의 소를 제기하는 것은 허용되지 않는다[2]
- 구 도시 및 주거환경정비법에 따른 주택재건축정비사업조합은 관할 행정청의 감독 아래 위 법상 주택재건축사업을 시행하는 공법인으로서, 그 목적 범위 내에서 법령이 정하는 바에 따라 일정한 행정ㄱ용을 행하는 행정주체의 지위를 가진다 할 것인데, 재건축정비사업조합이 이러한 행정주체의 지위에서 위 법에 기초하여 수립한 사업시행계획은 인가, 고시를 통해 확정되면 이해관계인에 대한 구속적 행정계획으로서 독립된 행정처분에 해당하고, 이와 같은 사업시행계획안에 대한 조합 총회결의는 그 행정처분에 이르는 절차적 요건 중 하나에 불과한 것으로서, 그 계획이 확정된 후에는 항고소송의 방법으로 계획의 취소 또는 무효확인을 구할 수 있을 뿐, 절차적 요건에 불과한 총회결의 부분만을 대상으로 그 효력 유무를 다투는 확인의 소를 제기하는 것은 허용되지 아니한다[3]
- 관리처분계획안에 대한 조합 총회결의의 효력 등을 다투는 소송은 당사자소송에 해당한다[4]